# Bobrovček
Bobrovček este o comună slovacă, aflată în districtul Liptovský Mikuláš din regiunea Žilina. Localitatea se află la altitudinea de 661 m deasupra n.m., se întinde pe o suprafață de 3,43 km2 și în 2017 număra 175 de locuitori.

## Istoric
Localitatea Bobrovček este atestată documentar din 1231.

## Demografie
| An:                | 1994 | 2004    | 2014 | 2024    |
| ------------------ | ---- | ------- | ---- | ------- |
| Număr de persoane: | 232  | 200     | 176  | 158     |
| Diferență:         |      | −13,79% | −12% | −10,22% |

| An:                | 2023 | 2024   |
| ------------------ | ---- | ------ |
| Număr de persoane: | 165  | 158    |
| Diferență:         |      | −4,24% |